# 音楽の国
『音楽の国』（おんがくのくに、原題：Music Land）は、ウォルト・ディズニー・プロダクション（現：ウォルト・ディズニー・カンパニー）が制作したアニメーション短編映画作品。1935年10月5日公開。シリー・シンフォニーシリーズの一作品である。
『ロミオとジュリエット』を髣髴とさせる物語がミュージカルで進行する。セリフは一切なく、キャラクターたちは音楽で「会話」を行う内容になっている。

## あらすじ
あるところに「不協和音の海」を隔ててシンフォニーの国とジャズの国があった。
シンフォニーの国はいつも優雅な曲が流れる美しいところ。部下たちが演奏する心地よいクラシックに、チェロの女王は玉座でウトウトしていた。ところがその隣の席に座るバイオリンの王女はそんなクラシックに飽き飽き。こっそりその場を抜け出した王女は、海の向こうにある賑やかなジャズの国にあこがれていた。
一方、ジャズの国のテナーサックスの王は部下と共に楽しくドラムの演奏に勤しむが、隣に座るアルトサックスの王子はやはり実に退屈。その場を抜け出し望遠鏡を覗くと、そこには王子を呼ぶバイオリンの王女の姿が。アルトサックスの王子とバイオリンの王女は、密かに愛しあっていたのである。王子はあらかじめ用意していたイカダに飛び乗り、王女に会いに行くために海を渡ってシンフォニーの国に向かった。
シンフォニーの国へやってきた王子は、バイオリンの王女と楽しいひと時を過ごす。ところが、その場面をチェロの女王にキスをしてしまい、侵入者の王子は幽閉されてしまう。この緊急事態に、王子は部屋に置かれていた楽譜に曲をしたためて小鳥に託す。
小鳥からの救援要請を受け取ったテナーサックスの王は、王子が囚われたと勘違いしてシンフォニーの国に対しトランペットやクラリネットなどの大砲で攻撃を開始する。攻撃を受けたシンフォニーの国もパイプオルガンの大砲でジャズの国への攻撃を開始し、2国は全面戦争となる。それを見た王女はジャズの国の攻撃をやめさせるため白旗を持ってチェロケースの舟で海に出るが、シンフォニーの国の砲撃を受けて沈みそうになってしまう。一方、王子が幽閉されていた牢も砲撃で壊れ、王子はバイオリンの王女を助けるために海へ出る。王女の危機に気づいたチェロの女王は攻撃をやめさせる。同じくジャズの国の砲撃を受けイカダが壊れ危機に陥った王子に気付いたテナーサックスの王も攻撃をやめさせ、チェロの女王とテナーサックスの王は2人を救助に海へ出た。
2人は無事助けられ、チェロの女王とテナーサックスの王は和解する。かくしてアルトサックスの王子とバイオリンの王女、テナーサックスの王とチェロの女王の2組は結婚することになった。シンフォニーの国とジャズの国の間には「ハーモニーの橋」が架けられ、2つの国に平和がもたらされた。

## スタッフ
- 製作：ウォルト・ディズニー[1][2]
- 監督：ウィルフレッド・ジャクソン[1][2]
- 作画：ディック・ヒューマー、ウォルフガング・ライザーマン[2]
- 脚本：ピント・コルヴィグ[2]
- 音楽：リー・ハーライン[2]

## 日本での公開

### 収録
- 『モア・シリー・シンフォニー』（VHS、バンダイ）
- 『ディズニーのミュージック・ファン』（DVD、ブエナ・ビスタ・ホーム・エンターテイメント）
- 『シリー・シンフォニー 限定保存版』（DVD、ブエナ・ビスタ・ホーム・エンターテイメント）